# Шаховской, Александр Валентинович
Александр Валентинович Шаховской (1830—1906) — гофмейстер, тайный советник.  Член-основатель Историко-родословного общества в Москве.

## Биография
Родился 5 (17) декабря 1830 года. Происходил из древнего княжеского рода Шаховских — старший сын В. М. Шаховского; мать — дочь А. И. Муханова, Елизавета Александровна (1803—1836).
В 1851 году окончил Императорский Александровский лицей и с 1 января 1852 года был определён высочайшим приказом по гражданскому ведомству чиновником IX класса во второе отделение Собственной Его Императорского Величества канцелярии. В 1856 году получил звание камер-юнкера, в 1873 — камергера. В 1868 году был произведён в действительные статские советники (занимал должность помощника старшего чиновника канцелярии), 15 мая 1883 года — в чин тайного советника; в 1884 году был пожалован в гофмейстеры Двора Его Императорского Величества. Был награждён орденами: Св. Станислава 2-й ст. с императорской короной (1863), Св. Анны 2-й ст. с императорской короной (1866), Св. Владимира 3-й ст. (1871), Св. Станислава 1-й ст. (1876).
С 1879 года был членом комиссии прошений при Сенате.
При разделе имущества отца наследовал имение Белая Колпь в Волоколамском уезде Московской губернии. Был судьёй Волоколамского судебного мирового округа.
Умер 3 (16) июля 1906 года в своём имении. Похоронен 7 июля в московском Симонове монастыре.

## Семья
Женился в возрасте 52 лет на вдове — Ольге Семёновне Раевской (урождённая Стишинская) (26.02.1853—27.10.1891), сестре А. С. Стишинского. Венчались в Петербурге 12 мая 1882 года в церкви Константиновского дворца. Их дети:
- Софья (12.02.1883[4]— ?), крещена 6 марта 1883 года в церкви Скорбященской при восприемстве великой княгини Александры Иосифовны, великого князя Дмитрия Константиновича, А. С. Стишинского, княгини С. Г. Шаховской и княжны К. М. Шаховской; фрейлина двора, замужем (с 27 апреля 1909 года)[5] за Константином Ивановичем Казаковым.
- Валентин (13.02.1885[6]—1927), крещен 17 марта 1885 года в церкви Скорбященской при восприемстве Д. М. Сольского, князя А. В. Голицына, вдовы М. М. Муравьевой и П. А. Мухановой; чиновник особых поручений при московском губернаторе (был женат, имел двоих детей: сына Андрея и дочь Марию).
- Александр (1886[7]—?)